# Valerio Beneventani
Valerio Beneventani (Napoli, 15 febbraio 1823 – ...) è stato un avvocato e politico italiano.

## Biografia
Figlio di Rocco Beneventani, Capo di Ripartimento del Ministero dell’Interno e consultore di Stato del Regno delle due Sicilie, è un avvocato tra i più conosciuti del capoluogo partenopeo. Ha operato in Campania, Puglia e Lazio specializzandosi in annose questioni feudali che vedono spesso contrapposti comuni e antichi baroni. 
Con l'annessione del sud al Regno d'Italia si avvicina alla destra liberale napoletana. È stato consigliere comunale ed assessore alle Opere Pie del comune di Napoli e consigliere provinciale. 
In parlamento si è occupato, tra l'altro, della cessione gratuita al Municipio di Napoli di terreni e fabbricati posseduti dallo Stato, per la Scuola di applicazione degli ingegneri idraulici di Ferrara, per la Scuola di applicazione e l’Istituto tecnico superiore di Milano, per la pensione vitalizia a ciascuno dei mille che fecero parte della spedizione a Marsala, ed anche per la repressione del brigantaggio
Dal 1888 al 1895 è patrocinatore nella Corte d'appello ed il Tribunale civile e correzionale di Napoli e presso la Corte di Cassazione di Napoli.
È stato socio (insieme al fratello Emilio) del prestigioso Comitato napoletano per il progresso degli studi economici, membro del Consiglio Direttivo del Regio Collegio di musica di Napoli, Presidente del Consiglio di Amministrazione dell’Ospedale clinico Gesù e Maria e membro del direttivo dell'Associazione Costituzionale di Napoli.